# Школа права Чикагского университета
Школа права Чикагского университета (англ. University of Chicago Law School) — профессиональная Высшая школа Чикагского университета. Она неизменно входит в число лучших юридических школ мира и продолжает выпускать множество выдающихся специалистов в судебно-правовой системе, играющих важную роль в академических кругах, правительстве, политике и бизнесе. В ней работает более 200 штатных и неполных преподавателей, а также 597 студентов по программе Juris Doctor, а также предлагаются степени магистра права, магистра права и доктора юридических наук по праву.
Юридическая школа была задумана в 1902 году президентом Чикагского университета Уильямом Рейни Харпером. Харпер и первый декан юридического факультета Джозеф Генри разработали учебную программу школы, вдохновившись междисциплинарным подходом Эрнста Фрейндак юридическому образованию. Строительство школы финансировалось Джоном Д. Рокфеллером, а первый камень был заложен президентом Теодором Рузвельтом. Юридическая школа открылась для занятий в 1903 году.
В 1930-е годы учебная программа юридического факультета претерпела изменения в связи с появлением движения «Право и экономика». Экономисты Аарон Директор и Генри Калверт Саймонс преподавали курсы, интегрированные с антимонопольной учебной программой, преподаваемой государственным деятелем Эдвардом Х. Леви, что привело к развитию Чикагской школы экономики и подхода Чикагской школы к антимонопольному праву. Юридическая школа быстро расширилась в 1950-х годах под руководством Леви, и в 1970—1980-х годах многие учёные, имеющие связи с социальными науками, были привлечены к влиянию школы в области права и экономики, в том числе Нобелевские лауреаты Рональд Коуз и Гэри Беккер, а также самый цитируемый ученый-юрист XX века Ричард А. Познер. Касс Санштейн и Ричард Эпштейн, два из трех наиболее цитируемых учёных-юристов начала XXI века, также были членами Чикагского факультета в течение многих лет.
Ведущим изданием юридической школы является The University of Chicago Law Review. Студенты редактируют ещё два независимых юридических журнала, а ещё три журнала контролируются преподавателями. Первоначально юридическая школа располагалась в Стюарт-холле, известняковом здании в готическом стиле, расположенном в главном четырёхугольнике кампуса. С 1959 года он размещается в здании, спроектированном Ээро Саариненом, напротив Центрального кампуса Чикагского университета. Здание было расширено в 1987 году и снова в 1998 году. Он был отремонтирован в 2008 году, сохранив большую часть первоначальной структуры Сааринена.

## История
В 1902 году президент Чикагского университета Уильям Рейни Харпер обратился к профессорско-преподавательскому составу Гарвардской юридической школы с просьбой оказать содействие в создании юридической школы в Чикаго. Джозеф Генри Бил, в то время профессор Гарварда, получил двухлетний отпуск, чтобы служить первым деканом юридического факультета. Бил и Харпер собрали профессорско-преподавательский состав и разработали учебный план, который был вдохновлен юристом и профессором Эрнстом Фрейндом. Фройнд предложил школе пропагандировать междисциплинарный подход к изучению права, предлагая факультативные курсы по таким предметам как история и политология.
В 1903 году юридическая школа открылась для занятий в здании Университетской типографии (ныне здание книжного магазина). Рокфеллер заплатил 250 000 долларов за строительство, а президент Теодор Рузвельт заложил его краеугольный камень. На момент своего открытия юридическая школа состояла из пяти преподавателей и 78 студентов. В 1904 году юридический факультет переехал в Стюарт-Холл, расположенный в главном университетском городке. В том же году Софонисба Брекинридж стала первой женщиной, окончившей юридический факультет. Юридическая школа также создала свою первую ассоциацию выпускников.
В годы, предшествовавшие Первой Мировой Войне и вскоре после неё, в юридической школе произошли значительные изменения. В 1911 году на юридическом факультете был учрежден капитул ордена Коиф. В 1914 году он учредил программу «Мут-корт». Во время Первой мировой войны количество студентов в юридической школе сократилось: весной 1917 года их было 241, а к осени 1918 года их число сократилось до 46.
В 1920 году Эрл Б. Дикерсон стал первым афроамериканцем, окончившим юридическую школу. В 1926 году число студентов впервые достигло 500 человек. В 1927 году юридическая школа начала проводить свои первые семинары.
В 1930-е годы учебная программа юридического факультета претерпела изменения, отражающие растущее влияние движения «Право и экономика». Аарон директор и Генри Саймонс начали предлагать курсы экономики в 1933 году. Преподаватель Эдвард Леви также ввел экономику в курс антимонопольного права, разрешив директору проводить одно из каждых пяти аудиторных занятий. Первый том «юридического обозрения Чикагского университета» был также опубликован в 1933 году. В 1938 году юридическая школа учредила программу юридического письма, а в 1939 году-программу права и экономики. ЛЛ.М. Программа была создана в 1942 году, а Гарри А. Бигелоу преподавательские стипендии были созданы в 1947 году. Как и во время Первой мировой войны, прием в юридическую школу, как и во многие другие ведущие юридические школы страны, сократился, и её учебный календарь был скорректирован с учётом военных потребностей.
В 1950-х и 1960-х годах юридическая школа пережила период глубокого роста и расширения под руководством Эдварда Леви, который был назначен деканом в 1950 году. В 1951 году Карл Ллевеллин и Соя Менчикофф поступили на юридический факультет, причем последняя стала первой женщиной на факультете. В 1958 году директор основал журнал права и экономики.
В 1959 году юридическая школа переехала в свое нынешнее здание на 60-й улице, спроектированное Ээро Саариненом. В 1960 году ученый по конституционному праву Филипп Курланд основал Институт пересмотра Верховного Суда. Позже Леви занимал пост ректора (1962—1968) и президента (1968—1975) Чикагского университета, а затем стал генеральным прокурором Соединённых Штатов при президенте Джеральде Форде. Во время учёбы на юридическом факультете Леви также поддерживал аспирантуру Комитета по социальной мысли.
Нобелевский лауреат Рональд Коуз преподавал в юридической школе с 1964 по 2013 год
К 1970-м и 1980-м годам движение за право и экономику привлекло ряд ученых, имеющих тесные связи с социальными науками, таких как нобелевские лауреаты Рональд Коуз и Гэри Беккер, а также Ученые Ричард А. Познер и Уильям М. Ландес. В 1972 году Познер основал журнал юридических исследований. Юридическая школа также создала совместные дипломные программы с Комитетом по изучению государственной политики и экономическим факультетом, дополняя программу Макса Райнштейна по иностранному праву, которая была создана в 1950-х годах по завещанию Фонда Форда. Программа по истории права была создана в 1981 году. В 1982 году федералистское общество было создано группой студентов юридического факультета вместе со студентами Гарвардской и Йельской юридических школ.
Академики
В настоящее время в юридической школе работает более 200 штатных и неполных преподавателей, а также около 600 студентов по программе Доктора Юриспруденции. Он также предлагает продвинутые юридические степени, такие как магистр права, магистр юридических наук и доктор юридических наук
 'Клиники '
Школа предлагает семь юридических клиник, в которых студенты получают зачет по курсу, практикуя юриспруденцию под руководством независимого факультета клиники.
Edwin F. Mandel Legal Aid Clinic, которая включает в себя клиники по гражданскому правосудию, уголовному праву, трудовому праву, жилищным инициативам и пропаганде психического здоровья
- Клиника Проекта Освобождения От Ответственности
- Инновационная Клиника
- Институт юстиции клиника по предпринимательству
- Jenner & Block Верховный суд и апелляционная Клиника
- Клиника Корпоративной Лаборатории Kirkland & Ellis
- Молодой Центр Иммиграционная Детская Адвокатская Клиника
- Политические инициативы
- Инициатива По Политике В Области Права Животных
- Набор Данных Двусторонних Трудовых Соглашений
- Судебная реформа в системе ювенальной юстиции
- Приемная семья до совершеннолетия (2005—2008 годы)
- Лучшие международные стандарты для программ гастарбайтеров (2015—2017 годы)
- Проект Кантера по массовому лишению свободы (2013)
- Исследовательские центры
- Беккер Фридман Институт экономических исследований
- Институт права и экономики имени Коуза-Сандора
- Центр сравнительного конституционализма
- Центр права, философии и общечеловеческих ценностей
- Центр Исследований в области уголовного правосудия
- Инициатива крейсмана по жилищному праву и политике
- Программы
- Программа По Истории Права
- Программа Джона М. Олина в области права и экономики
- Международное и сравнительное право
- Право И Философия
- Юридическая библиотека д’Анджело

Юридическая библиотека Д’Анджело является частью большой библиотечной системы Чикагского университета. Отель был отремонтирован в 2006 году и располагает читальным залом на втором этаже. Юридическая библиотека работает 90 часов в неделю и насчитывает 11 штатных библиотекарей и 11 дополнительных менеджеров и сотрудников. В нём есть учебные помещения для примерно 500 человек, беспроводная сеть и 26 сетевых компьютеров. Он содержит более 700 000 томов книг, причем примерно 6000 добавляются каждый год, включая материалы на более чем 25 языках, а также первичное право из зарубежных стран и международных организаций.

## Прием и стоимость обучения
Прием на программу Доктора Юриспруденции является очень конкурентоспособным: в 2017 году в юридическую школу поступило 179 студентов из числа 4459 абитуриентов. Для вступительного класса 2017 года 25-й и 75-й процентили LSAT составили 166 и 172 соответственно, а медиана-170. 25-й и 75-й процентили ГПА составили 3,73 и 3,95 соответственно, а медиана-3,90. Эта медиана поставила юридическую школу на второе место в Соединённых Штатах, уступив только Йельской юридической школе, с самым высоким медианным средним баллом для поступления.
Прием на программу магистра права также является конкурсной: в 2018 году юридическая школа сообщила, что получила около 1000 заявок на 75 должностей.
Общая стоимость посещения (с указанием стоимости обучения, сборов и расходов на проживание) юридической школы в 2017-18 учебном году составила 93 414 долларов.
Оценка
В юридической школе используется система оценок, которая ставит студентов по шкале 155—186 баллов. До 2003 года шкала составляла 55-86 баллов, но с тех пор юридическая школа использует префикс «1», чтобы устранить путаницу с традиционной шкалой оценки в 100 баллов. Для классов, в которых обучается более 10 студентов, преподаватели обязаны установить средний балл на уровне 177, при этом число оценок выше 180 приблизительно равно числу оценок ниже 173.
В статье, опубликованной в The New York Times в 2010 году, бизнес-писатель Кэтрин Рэмпелл критиковала проблемы других школ с инфляцией оценок, но высоко оценила систему Чикаго, заявив: «[Чикаго] удалось сохранить целостность своих оценок.»
Студент выпускается «с отличием», если он или она достигает конечного среднего значения 179," с высокими отличиями «при достижении конечного среднего значения 180,5 и» с самыми высокими отличиями « при достижении конечного среднего значения 182. Последнее из этих достижений встречается редко; как правило, только один студент каждые несколько лет достигает необходимого среднего показателя 182. Кроме того, юридическая школа присуждает два отличия при окончании, которые основаны на классном чине. Из студентов, получивших на юридическом факультете не менее 79 из 105 кредитов, необходимых для получения диплома, лучшие 10 % избираются в „Орден причесок“.» Студенты, окончившие первый или второй курс в лучших 5 % своего класса или окончившие его в лучших 10 %, удостаиваются звания «ученых Киркленда и Эллиса».
Занятость
В 2018 году юридическая школа заняла первое место в Соединённых Штатах по версии журнала National Law Journal по общим результатам трудоустройства. Согласно официальному раскрытию ABA-required юридической школы в 2017 году, более 98 % класса 2017 года получили полную, долгосрочную, требуемую работу Доктором юриспруденции в течение десяти месяцев после окончания учёбы. Юридическая школа имеет третье по величине валовое и третье по величине наличие выпускников среди клерков Верховного суда Соединённых Штатов. в период с 1992 по 2017 год она поместила 88 выпускников в Верховный Суд Соединённых Штатов клерки. В классе 2017 года 21,4 % его выпускников получили федеральные должности клерков, в то время как 63 % его выпускников получили должности в юридических фирмах с более чем 500 адвокатами.
Средняя зарплата его выпускников в классах 2016 и 2017 годов составляла 180 000 долларов, а 75 % выпускников получали начальную зарплату в размере 180 000 долларов или больше после окончания школы. в 2018 году юридическая школа заняла первое место в Соединённых Штатах по версии журнала National Law Journal за размещение самого высокого процента недавних выпускников в федеральных клерках и юридических фирмах из 100 или более юристов. Он также имел самый высокий процент первого прохождения адвокатуры (98,6 %) из всех юридических школ в Соединённых Штатах.

## Рейтинги
Юридическая школа занимает первое место среди всех юридических школ в Соединённых Штатах, второе место по Business Insider, третье место в Соединённых Штатах с точки зрения научного воздействия и четвёртое место по U. S. News & World Report. Он занимает четвёртое место в мире по Академическому рейтингу мировых университетов[30] и по рейтингу Times Higher Education World University Rankings.
Публикации и организации
Журналы
Юридическая школа выпускает шесть профессиональных журналов. Три из этих журналов являются студенческими: The University of Chicago Law Review, The Chicago Journal of International Law и The University of Chicago Legal Forum. Остальные три находятся под наблюдением профессорско-преподавательского состава: the Supreme Court Review, The Journal of Law and Economics и The Journal of Legal Studies.
Серия академических статей
Юридическая школа выпускает несколько серий научных работ, включая серию рабочих документов Крейсмана по жилищному праву и политике, серию рабочих документов Коуза-Сандора по праву и экономике, лекции Фултона и рабочие документы по публичному праву и теории права, а также серию случайных статей.
Организации
В юридической школе насчитывается около 60 студенческих организаций, которые подпадают под юрисдикцию Ассоциации студентов-юристов. Здесь находится одна из трех основательниц федералистского общества. Будучи профессором, бывший судья Верховного Суда Антонин Скалия помог организовать Чикагское отделение общества. Чикаго также является домом для большого отделения прогрессивного американского Конституционного общества права и политики.

## Архитектура
Четырёхугольник Колокола Лэрда. Ээро Сааринен спроектировал нынешнее здание юридической школы, открытое в 1959 году.
Первоначально юридическая школа располагалась в Стюарт-холле, известняковом здании в готическом стиле, расположенном в главном четырёхугольнике кампуса. Нуждаясь в большей библиотеке и студенческом пространстве, юридическая школа переехала через Мидуэй Плезанс в свое нынешнее здание, спроектированное Ээро Саариненом(рядом с тем, что тогда было штаб-квартирой Американской Ассоциации адвокатов) в октябре 1959 года. В здании находятся классы, юридическая библиотека Д’Анджело, кабинеты преподавателей, а также аудитория и зал суда, расположенные в четырёхугольнике вокруг фонтана (имитирующего готическую архитектуру колледжа главных четырёхугольников кампуса). В этом году состоялось несколько торжественных мероприятий, посвященных новому дому юридической школы, включая съемки программы «Сегодня» и выступления главного судьи Эрла Уоррена, губернатора (а затем вице-президента) Нельсона Рокфеллера и генерального секретаря Организации Объединённых Наций Дага Хаммаршельда.[34]
В 1987 году, несмотря на возражения семьи Сааринен, здание было расширено, чтобы добавить офисные и библиотечные помещения (а библиотека переименована в честь выпускника Дино Д’Анджело). В 1998 году были построены специальные помещения для клиник юридической школы, Центр клинического юридического образования имени Артура Кейна, а также многочисленные дополнительные классы. Реконструкция библиотеки, классных комнат, офисов и фонтана была завершена в 2008 году, что примечательно сохранением большей части здания Сааринена в то время, когда многие модернистские здания были разрушены.[35][36]
Деканы
- Джозеф Генри Бил (1902—1904)
- Джеймс Паркер Холл (1904—1928)
- Гарри А. Бигелоу (1929—1939)
- Wilber G. Katz (1939—1950)
- Эдвард Х. Леви (1950—1962)
- Фил Нил (1963—1975)
- Норвал Моррис (1975—1979)
- Герхард Каспер (1979—1987)
- Джеффри Р. Стоун (1987—1993)
- Дуглас Бэрд (1994—1999)
- Daniel Fischel (1999—2001)
- Сол Левмор (2001—2009)
- Майкл Х. Шилл (2010—2015)
- Томас Дж. Майлз (2015-настоящее время)

Штатный состав юридического факультета включал 44 -го президента США Барака Обаму, судей Верховного суда Антонина Скалию, Джона Пола Стивенса и Елену Каган, а также ученых-юристов Карла Ллевеллина и Касса Санштейна. В настоящее время его профессорско-преподавательский состав включает федеральных апелляционных судей Фрэнка Х. Истербрука и Дайану П. Вуд, лауреата Киотоской премии Марту Нуссбаум, философа права Брайана Лейтера, ученого Первой поправки Джеффри Р. Стоуна, эксперта по банкротству Дугласа Бэрдаи ученых Ричарда А. Познера и Эрика Познера.
Текущий
- Даниэль Абебе: специалист по конституционному праву и международному праву
- Дуглас Бэрд: ведущий специалист по законодательству о банкротстве и контрактам
- Уильям Бауд: специалист по конституционному праву
- Омри Бен-Шахар: специалист по контрактам и защите прав потребителей
- Лиза Бернштейн: специалист по контрактам и коммерческому праву
- Эмили Бусс: ученый по правам детей и родителей
- Кеннет У. дам (Почетный выпускник): ученый в области права, экономики и международного права
- Дхаммика Дхармапала: экономист и специалист по налогам
- Фрэнк Х. Истербрук (выпускник): окружной судья Апелляционного суда Соединённых Штатов по седьмому округу и ведущий специалист в области антимонопольного законодательства.
- Ричард А. Эпштейн (почетный член): ученый по классическому либерализму, либертарианству, деликтам, контракту, праву и экономике
- Даниэль Фишель (Почетный выпускник): ученый в области права и экономики, председатель и президент Compass Lexecon
- Том Гинзбург: ученый по международному и сравнительному праву
- Ричард Х. Гельмгольц: историк права и эксперт по Европейской юридической истории
- Деннис Дж. Хатчинсон (выпускник): специалист по конституционному праву и бывший редактор журнала «обзор Верховного Суда»
- Уильям Ландес: экономист, специалист в области права и экономики
- Брайан Лейтер: философ-юрист и исследователь Ницше
- Сол Левмор: бывший декан юридического факультета и ученый по коммерческому праву и общественному выбору
- Марта Нуссбаум: влиятельный философ и эксперт по древнегреческой и римской философии, политической философии, феминизму и этике
- Эрик Познер-ученый в области международного права и договорного права, один из самых цитируемых профессоров права в США.
- Познер: бывший федеральный апелляционный судья и самый цитируемый ученый-правовед XX века.[5]
- Джеральд н. Розенберг: ведущий ученый в области политологии и права, автор книги 1991 года «пустая надежда».
- Эндрю М. Розенфилд (выпускник): экономист, генеральный директор и управляющий партнер TGG Group, а также управляющий партнер Guggenheim Partners
- Скаддер Майкл Ю.: главный окружной судья Соединённых Штатов Апелляционного суда Соединённых Штатов по седьмому округу
- Джеффри Р. Стоун (выпускник): ведущий научный сотрудник по конституционному праву и Первой поправке
- Диана П. Вуд-главный окружной судья Апелляционного суда Соединённых Штатов седьмого округа.
- Бывший
- Мортимер Дж. Адлер
- Амабель Андерсон Арнольд
- Пол М. Батор
- Леа Брилмайер
- Герхард Каспер, бывший президент Стэнфордского университета
- Рональд Коуз, лауреат Нобелевской премии по экономическим наукам
- Брейнерд Карри
- Дэвид П. Карри
- Кеннет Калп Дэвис
- Аарон Директор
- Оуэн М. Фисс
- Ernst Freund
- Элизабет Гаррет, бывший президент Корнельского университета
- Грант Гилмор
- Дуглас Гинзбург (выпускник)
- Джек Голдсмит
- Филипп Гамбургер
- Бернард Харкорт
- Джеффри К. Хазард-Младший.
- Эдвард У. Хинтон, конкурс Hinton Moot Court назван в его честь с 1954 года.[37]
- Джеймс Ф. Холдерман
- Елена Каган, судья Верховного суда Соединённых Штатов Америки
- Гарри Калвен (выпускник)
- Стэнли Нидер Кац
- Николас Катценбах, бывший генеральный прокурор Соединённых Штатов Америки
- Фридрих Кесслер
- Энтони Кронман
- Джон Х. Лангбейн
- Дуглас Лейкок (выпускник)
- Лоуренс Лессиг
- Карл Ллевеллин
- Эдвард Леви, бывший генеральный прокурор Соединённых Штатов (выпускник)
- Джонатан Р. Мейси
- Майкл У. Макконнелл (выпускник)
- Трейси Мирс
- Soia Mentschikoff
- Абнер миква (выпускник)
- Уильям Р. Минг (выпускник)
- Норвал Моррис
- Даллин Х. Оукс (выпускник) (1961—1971), кворум Двенадцати Апостолов (Церковь СПД)
- Барак Обама (с 1992 по 2004 год), бывший президент Соединённых Штатов Америки
- Герман Олифант
- Дуглас Х. Паркер
- Eduardo Peñalver
- Джордж л. Прист (выпускник)
- Макс Райнштейн
- Антонин Скалия, бывший судья Верховного суда Соединённых Штатов Америки
- Майкл Х. Шилль
- Stephen Schulhofer
- Генри Саймонс
- Анн-Мари Слотер
- Джон Пол Стивенс, бывший судья Верховного суда Соединённых Штатов Америки
- Касс Санштейн
- Адриан Вермюль
- Джеймс Бойд Уайт
- Hans Zeisel

## Известные выпускники
В судебной системе известные выпускники включают лорда Томаса, который занимал пост лорда-главного судьи Англии и Уэльса с 2013 по 2017 год, и бывшего председателя Верховного суда Израиля Шимона Аграната. Федеральные апелляционные судьи, окончившие юридическую школу, включают Дугласа Х. Гинзбурга, Дэвида С. Тейтела, Майкла У. Макконнелла и Роберта Борка, который был неудачно выдвинут в Верховный Суд Соединённых Штатов. Другие федеральные апелляционные судьи включают Абнера микву, который позже служил адвокатом Белого дома в администрации Клинтона; Фрэнка Х. Истербрука который в настоящее время преподает в юридической школе; и Джером Франк, сыгравший ведущую роль в движении правового реализма.
Известные выпускники в правительстве и политике включают генеральных прокуроров Джона Эшкрофта, Рэмси Кларка и Эдварда Х. Леви, который был деканом юридической школы с 1950 по 1962 год. Нынешний генеральный солиситор Соединённых Штатов Ноэль Франсиско окончил юридический факультет в 1996 году. Среди других выпускников-бывший премьер-министр Новой Зеландии Джеффри Палмер; бывший директор ФБР Джеймс Коми; бывший министр внутренних дел Соединённых Штатов Гарольд л. Икес; бывший министр здравоохранения, образования и социального обеспечения Абрахам Рибикофф; первый директор Бюро финансовой защиты потребителей, Ричард Кордрей; нынешний сенатор США Эми Клобучари бывший сенатор Джим талант, среди прочих членов Конгресса.
Выпускников, которые являются лидерами в сфере высшего образования включают в себя нынешний президент Принстонского университета, Кристофер л. Eisgruber; в настоящее время деканом Техасского университета Школы права, Уорд Фарнсворт; бывший декан Стэнфордской юридической школе, Ларри Крамер (правовед); бывшего декана Йельской школы медицины, Дэвид А. Кесслер, бывший декан юридической школы Корнелла, Роджер С. Крэмтон; и бывший декан юридической школы Университета Вандербильта, Тулейнский университет, юридический факультет и права юридического факультета Корнельского, Рей Уильям Форрестер. Ученые-юристы, окончившие юридическую школу, включают в себя Профессор Гарвардской юридической школы Мэри Энн Глендон, бывший посол США при Святом Престоле; ученый по Первой поправке Джеффри Р. Стоун; соучредитель движения «разумный замысел» Филипп Э. Джонсон; и ученый по конституционному праву Гарри Калвен.
В бизнесе, среди известных выпускников Дэвид Рубенштейн, основатель «Карлайл групп»; Дэниэл Л. Докторофф, бывший генеральный директор и президент компании Блумберг Л. П. и нынешний генеральный директор тротуаре лабораторий; Томас Прицкер, исполнительный председатель корпорации Хаятт отели; Даниил Фишеля, председатель и президент компас лексикон и почетный профессор юридического факультета, бывший президент Веиерхаеусер и Бойскаутов Америки, Нортон Клэпп; и Адам Сильвер, нынешний комиссар Национальной Баскетбольной Ассоциации. В области неправительственных организацийвыпускники включают в себя Гэри Хауген, основатель и генеральный директор Международной миссии правосудия; и Луис Катнер, соучредитель Amnesty International.
Юридический факультет окончили
- первая женщина афроамериканский сенатор Кэрол Мозли-Браун;
- первый афроамериканец-судья Федерального суда Соединённых Штатов, Джеймс Бентон Парсонс;
- прокурор гражданских прав и председателей Справедливой практики и трудоустройства комитета граф Б. Дикерсон,
- первая женщина-президент Американского Института права и Американской ассоциацией адвокатов, Роберта Купера Рамо; победитель Пулитцеровской премии и нынешний президент Кворума двенадцати апостолов Даллин Х. Оукс.